# Heli-Sport CH-7
Der Heli-Sport CH-7 ist ein Hubschrauber des italienischen Herstellers CH-7 Heli-Sport Srl.

## Geschichte
Der argentinische Hubschrauberkonstrukteur Augusto Cicaré entwarf den einsitzigen Hubschrauber CH-7, welcher wiederum auf dem CH-6 basiert und 1991 erstmals flog. Anschließend wurde die Maschine auf verschiedenen Luftfahrtmessen vorgestellt und sollte als Bausatz vermarktet werden. Aufgrund des gegenüber anderen Hubschrauberbausätzen deutlich höheren Preises, erfolgte lediglich eine einzige Bestellung. Der Entwurf stieß jedoch in Europa auf großes Interesse, sodass Heli-Sport die Produktionsrechte am CH-6/CH-7 erwarb und ein erstes Modell, nach Überarbeitung des Hubschraubers durch Josi und Claudio Barbero, sowie der Kabine durch den Sportwagendesigner Marcello Gandini, unter der Bezeichnung Heli-Sport CH-7  Angel 1992 auf den Markt brachte. Der CH-7  Angel war so erfolgreich, dass neue Varianten entwickelt wurden, dies parallel zu den Weiterentwicklungen von Augusto Cicaré. Die CH-7 werden als Bausatz verkauft, wobei der CH-7 Angel nach ca. 120 Exemplaren nicht mehr produziert wird.

## Konstruktion
Der CH-7 Angel ist ein einsitziger ultraleichter Hubschrauber und besteht aus einem geschweißten Stahlrohrrahmen mit darauf angebrachter, von Marcello Gandini designter Kabine aus Verbundmaterialien, deren gesamter oberer Teil nach vorne geschoben und gekippt werden kann, um einsteigen zu können. Auch der Rotor besteht aus Verbundmaterialien. Den Heckausleger hat man von Augusto Cicaré CH-7 übernommen. Angetrieben wird die Maschine von einem Rotax 582 mit 48 kW oder einem  Rotax 912 mit 60 kW.

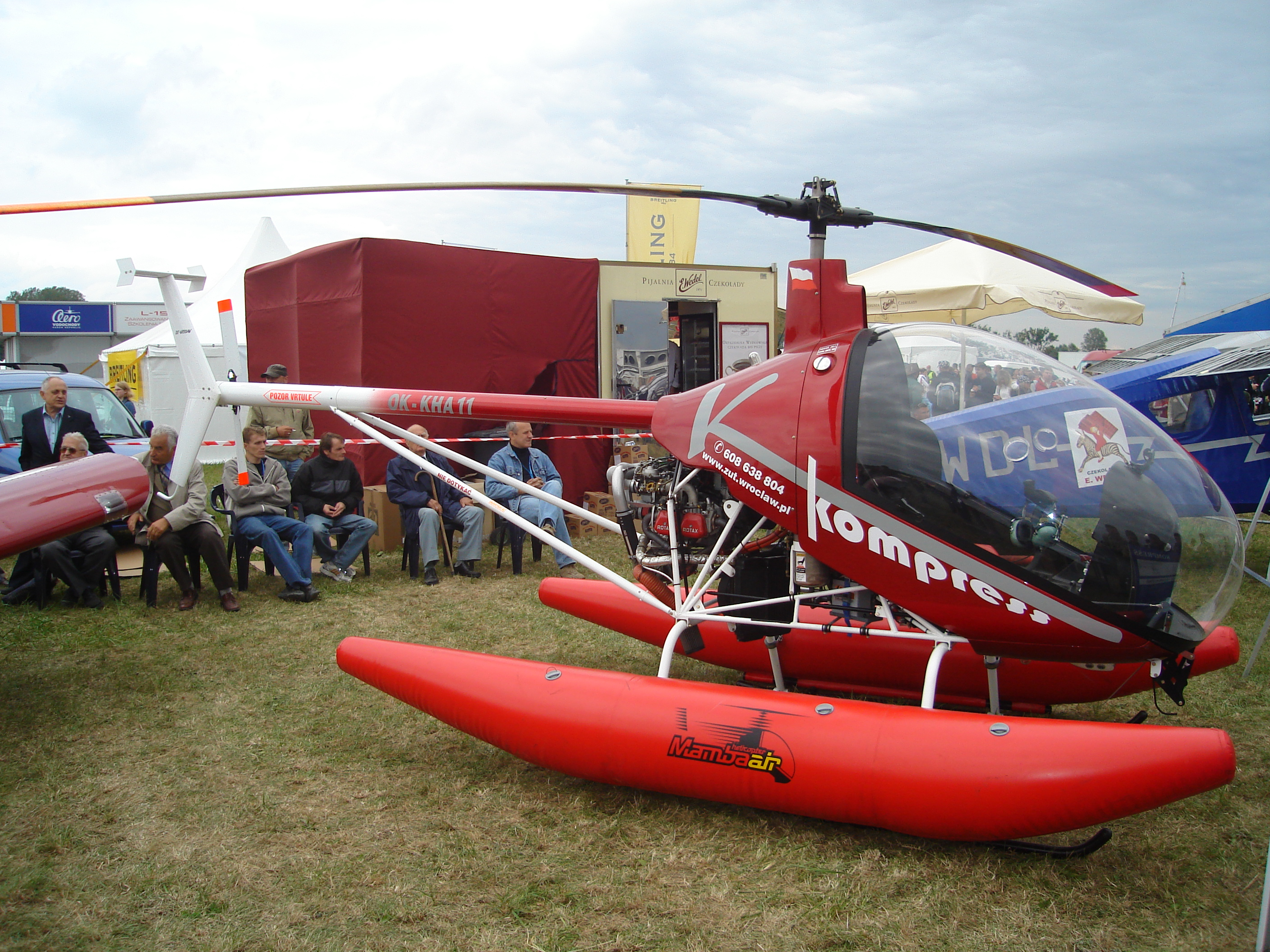
Ein CH-7 (Kompress) Mariner auf der Random Air Show 2007

Auf Grund des großen Erfolges des CH-7 Angel und der Verfügbarkeit stärkerer Motoren entwickelte Heli-Sport den CH-7 Kompress, einen zweisitzigen leichter Hubschrauber, dessen Heckausleger dem des Revolution Mini-500 ähnlich ist. Eine weitere Neuentwicklung ist der CH-7 Kompress Charlie, der über einen vergrößerten Treibstoffvorrat und Verbesserungen bei der Vibrationsreduktion verfügt, zudem konnte die Höchstgeschwindigkeit erhöht werden.

## Versionen
- CH-7 Angel – das ursprüngliche Modell mit Rotax 582 Zweizylinder-Zweitaktmotor mit 48 kW.
- CH-7 Angel 912 – der Angel mit dem stärkeren Rotax 912 mit 60 kW.
- CH-7 Kompress – zweisitziges Modell mit Rotax 912 ULS Vierzylinder-Viertakt-Boxermotor mit 73,5 kW.
- CH-7 Kompress Charlie – zweisitziges Modell mit Rotax 914 UL Vierzylinder-Viertakt-Boxermotor mit 84 kW.
- CH-7 Kompress Charlie 2 – Performancesteigerung durch Verwendung eines neuen Hauptrotors.
- CH-7 Mariner – werden CH-7 Kompress genannt, wenn sie mit aufblasbaren Schwimmern am Fahrwerk ausgestattet werden.

## Technische Daten
| Kenngröße             | CH-7 Angel                     | CH-7 Kompress                        | CH-7 Kompress Charlie                |
| --------------------- | ------------------------------ | ------------------------------------ | ------------------------------------ |
| Besatzung             | 1                              | 1                                    | 1                                    |
| Passagiere            | –                              | 1                                    | 1                                    |
| Länge (ohne Rotor)    | 5,31 m                         | 7,05 m                               | 7,05 m                               |
| Höhe                  | 2,31 m                         | 2,35                                 | 2,35                                 |
| Rotordurchmesser      | 6,27 m                         | 6,28                                 | 6,28                                 |
| Leermasse             | 245 kg                         | 280 kg                               | 280 kg                               |
| max. Startmasse       | 450 kg                         | 450 kg                               | 450 kg                               |
| Reisegeschwindigkeit  | 160 km/h                       | 160 km/h                             | 160 km/h                             |
| Höchstgeschwindigkeit | 209 km/h                       | 209 km/h                             | 192 km/h                             |
| Dienstgipfelhöhe      | 5000 m                         | 5000 m                               | 5000 m                               |
| Reichweite/Flugdauer  | 552 km                         | 320 km/2 h                           | 450 km/3 h                           |
| Triebwerke            | ein Zweizylinder-Zweitaktmotor | ein Vierzylinder-Viertakt-Boxermotor | ein Vierzylinder-Viertakt-Boxermotor |
| Triebwerke            | Rotax 582 mit 48 kW            | Rotax 912 ULS mit 73,5 kW            | Rotax 914 UL mit 84 kW               |